# کرکینتیلف
latitudeکرکینتیلفlongitudeکرکینتیلف
کرکینتیلف (به انگلیسی: Kirkintilloch) یک منطقهٔ مسکونی در اسکاتلند است که در دونبارتونشر شرقی واقع شده‌است.

## نگارخانه

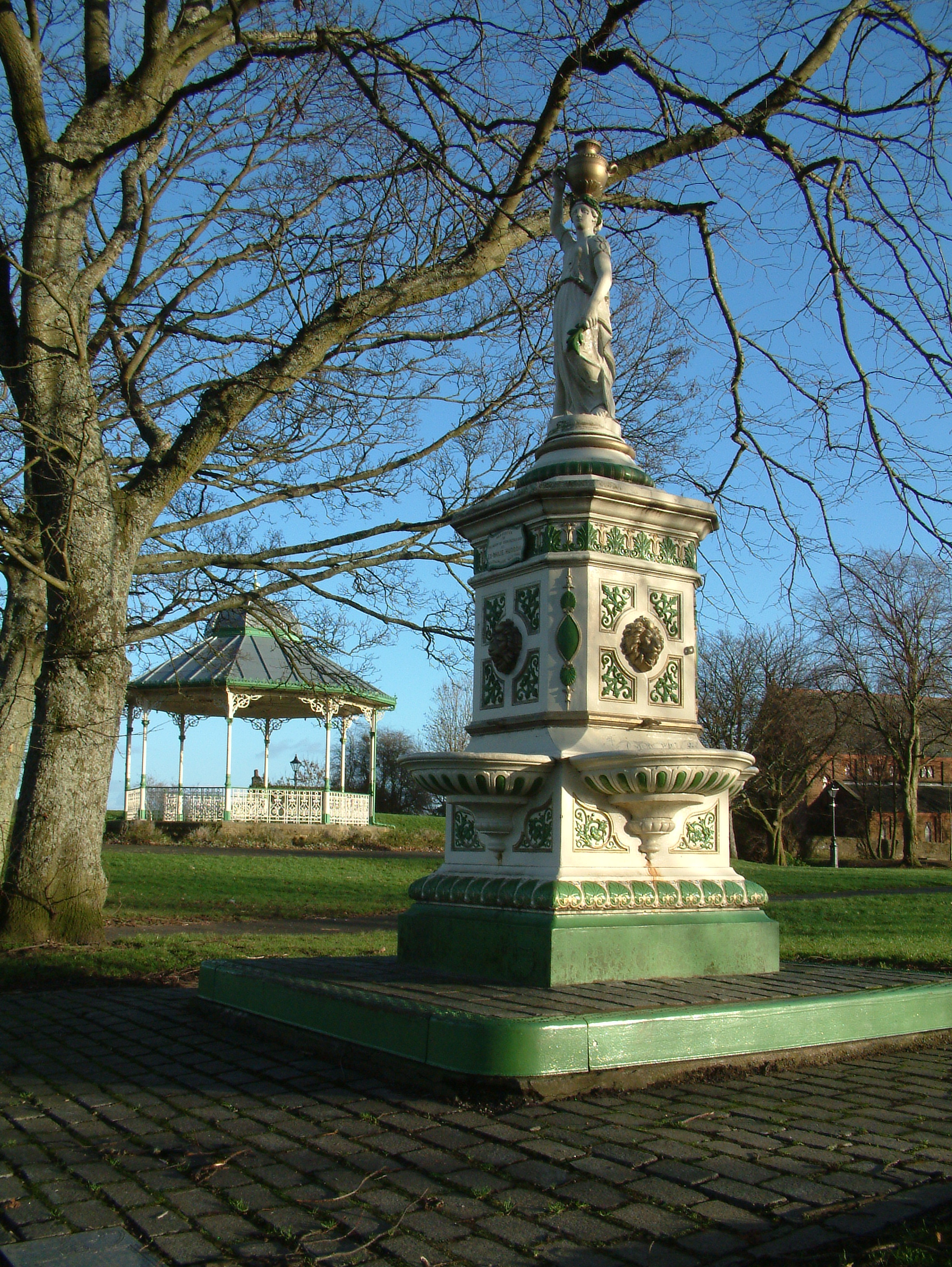
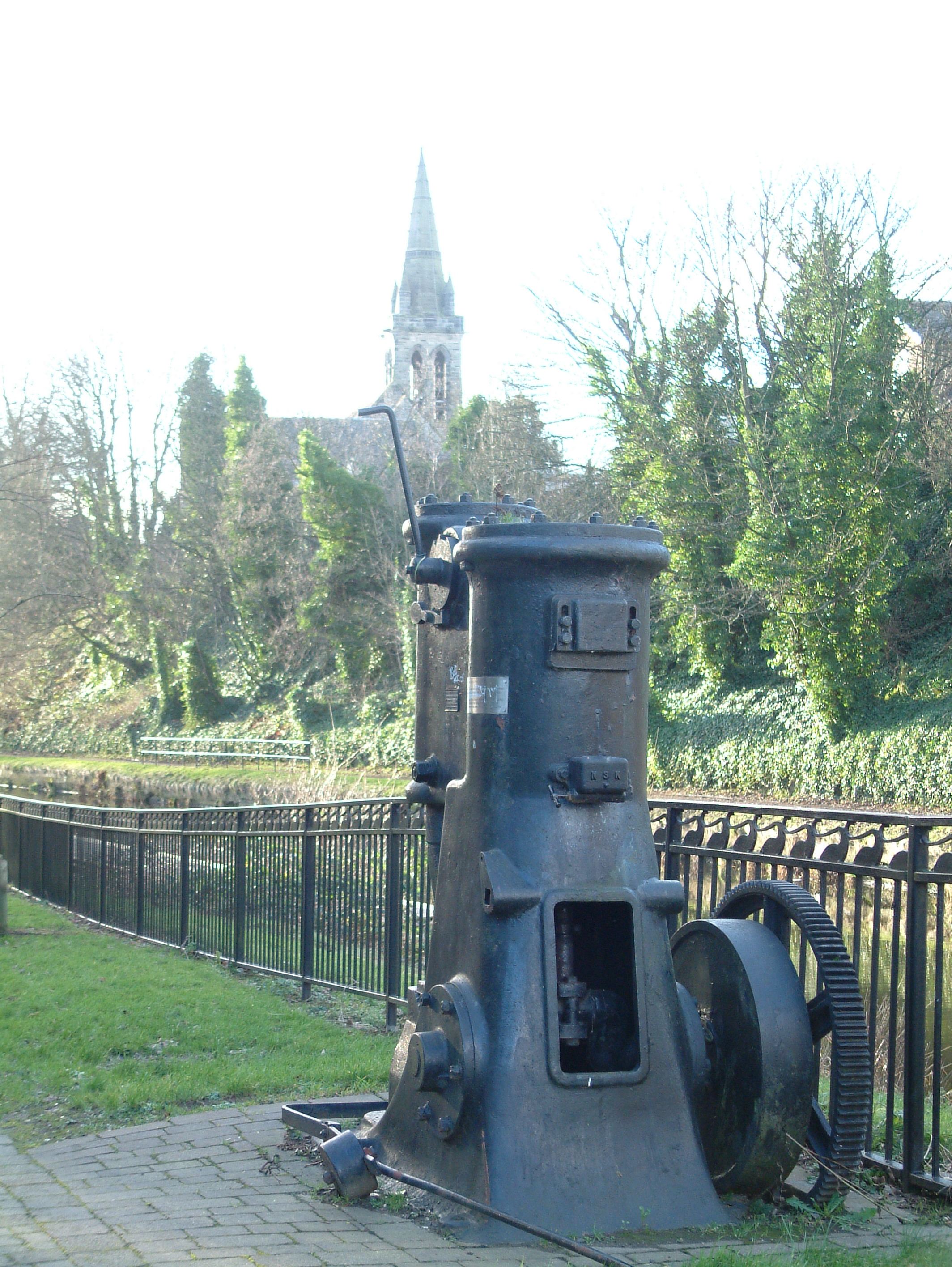

## خصوصیات
کرکینتیلف ۱۹٬۷۰۰ نفر جمعیت دارد.